# Eois hyriaria
Eois hyriaria är en fjärilsart som beskrevs av W. Warren 1894. Eois hyriaria ingår i släktet Eois och familjen mätare. Inga underarter finns listade i Catalogue of Life.